# Antony Price
Antony Price (Keighley, Yorkshire, 1945) es un diseñador de moda británico. 

## Biografía
Estudió en la Bradford School of Art y el Royal College of Art de Londres (1965-1968). Trabajó para varias empresas de moda, como Stirling Cooper y Plaza Clothing Company.
En 1979 creó su propia firma y abrió tiendas en South Molton Street y King's Road, en Londres. En 1980 presentó su primera colección en la London Fashion Week.
En 1982 diseñó el vestuario para el videoclip Rio de Duran Duran, unos trajes tonic de seda en tonos pastel que dieron comienzo a una tendencia llamada new romantic.
En los años 1980 se enmarcó junto con diseñadores como Thierry Mugler y Claude Montana en una corriente que explotaba la sexualidad femenina con un estilo glamuroso y algo retro, inspirados en estereotipos de mujeres fuertes y dominadoras, como las valquirias, las mujeres-soldado y las dominatrix del bondage y el sadomaso. Price promovió la imagen retrochic, perceptible en el vestuario del grupo Roxy Music que creó para varios de sus álbumes. Elaboró prendas impactantes gracias al aballenado y las entretelas que colocaba dentro de sus prendas, preferentemente en seda y tafetán.
En 1989 ganó el premio British Fashion al diseñador más glamuroso.